# Eriothrix rohdendorfi
Eriothrix rohdendorfi är en tvåvingeart som beskrevs av Kolomiets 1967. Eriothrix rohdendorfi ingår i släktet Eriothrix och familjen parasitflugor. Inga underarter finns listade i Catalogue of Life.